# Chemical King
Chemical King è il nome di due personaggi presenti nell'Universo DC. Il primo fu il signor Lambert, che fu assassinato da Alfred Stryker in Detective Comics n. 27. Il secondo a portare questo nome è un membro della Legione dei Super-Eroi nel XXX secolo.

## Biografia del personaggio
Chemical King nacque come Condo Arlik sul pianeta Phlon (anche se alcune fonti rivelano che era nativo del pianeta Valdow). Ed è un metaumano provvisto dell'abilità di agire da catalizzatore umano; può rallentare o velocizzare una reazione chimica.
Il vero nome di Chemical King saltò fuori per la prima volta nella storia della "Adult Legion" in Adventure Comics n. 354, dove è fissato su una statua commemorativa in cui si legge che Chemical King si è sacrificato per prevenire la Settima Guerra Mondiale. Le storie adulte della Legione sono da presupporsi come un'occhiata alla Legione futura, e non fu che anni dopo che si scoprì che appartenevano a possibili diverse linee temporali.
Nel pieno debutto di Chemical King (Adventure Comics n. 371), egli è un membro dell'Accademia della Legione, e lavora sotto copertura al fine di infiltrarsi nella Legione dei Supercriminali. Dopo essersi diplomato al fianco di Timber Wolf, divenne un membro regolare della Legione in Adventure Comics n. 372 (settembre 1968). Chemical King comparve sporadicamente in alcune storie successive dopo aver riflettuto più e più volte sull'utilità dei suoi poteri, e morì in Superboy and the Legion of Super-Heroes n. 228 (giugno 1977), quando si sacrificò per fermare Deregon, un agente del Dark Circle e governatore d'Australia, dal dare inizio alla Settima Guerra Mondiale, avverando così la profezia della sua prima comparsa postuma.
Più avanti, lo stregone Mordru resuscitò Chemical King insieme ad altri milioni di cadaveri come parte del suo piano di conquista dell'universo. Il Chemical King "zombie" mostrò una limitata immaginazione nell'utilizzo delle sue abilità, accendendo pacchetti di gas metano e lanciando fuochi. Alla fine fu uno dei tanti di cui ci si sbarazzò in fretta.

### Post-Ora Zero
Nella continuità post-Ora Zero, Chemical King comparve per la prima volta in Legionnaires n. 59 (aprile 1998) e poi ancora nel n. 64 (settembre 1998). Qui non era un Legionario, ma invece un reporter. Secondo l'enciclopedia dell'Universo DC si suppose che avesse una relazione con Lyle Norg. Tuttavia, nei fumetti non fu mai verificato. Questa versione del personaggio aveva la pelle scura, invece di quella caucasica della sua versione pre-Ora Zero.

### Post-Crisi infinita
Gli eventi della miniserie Crisi infinita sembrarono aver ricostituito una Legione analoga a quella presente nella continuità pre-Crisi sulle Terre infinite, come visto nella storia "The Lightning Saga" in Justice League of America e Justice Society of America, e nella storia "Superman e la Legione dei Super-Eroi" presente in Action Comics. In Crisi finale: la Legione dei 3 mondi n. 1 si può vedere un'immagine di Condo al fianco di Invisible Kid e Ferro Lad nel Museo di Superman, confermando la sua permanente condizione di defunto.
Nella storia a proposito dell'Accademia della Legione presente in Adventure Comics (partente dal n. 523), uno dei tirocinanti era nativo di Phlon e si chiamava Hadru Jamik, alias Chemical King, il cui padre utilizzò una modifica genetica sulla base della mutazione di Condo Arlik per garantire a Hadru le stesse abilità. Jamik sr. fu poi costretto a fornire gli stessi poteri ad una criminale di nome Queega Semk al fine di coprire i suoi debiti di gioco illegali. Semk, che ora si faceva chiamare Alchemical Girl, tentò di farsi dare un alloggio da Jamik con la forza, ma fu poi catturata da Chemical King e dai suoi compagni d'accademia; le modifiche genetiche di Semk alla fine le furono strappate dalla tirocinante dell'accademia nota come Glorith. Dopo gli eventi di Flashpoint, Chemical King ed altri studenti dell'accademia divennero membri a pieno titolo della Legione, come rimpiazzo dei membri ritenuti morti.

## Poteri e abilità
Chemical King è un meta con il potere di agire da catalizzatore umano. Può ridurre o accelerare la velocità di una reazione chimica; per esempio, può causare la rapida ossidazione del ferro, o darlo alle fiamme a causa della rapida ossidazione. I suoi poteri possono avere effetti sulle reazioni chimiche del corpo umano, rendendo un nemico incosciente da uno shock, esaurendo le cariche dell batterie e facendo cadere i campi di forza. Come atto finale prima della sua morte, utilizzò i suoi poteri per alterare e assorbire una vasta quantità di radiazioni capace di paralizzare Superboy.

## In altri media
- Chemical King comparve nella seconda stagione (2007-2008) della serie animata Legion of Super-Heroes, nell'episodio "Dark Victory pt. 1", come parte della folla di Legionari.